# La Macarena
La Macarena è un comune della Colombia del dipartimento di Meta.
Il centro abitato venne fondato dalle famiglie González, Cerquera, Silva, Oviedo e Pérez nel 1954, mentre l'istituzione del comune è del 16 novembre 1980.